# Nothophryne broadleyi
Nothophryne broadleyi (nom comú: granota de muntanya de Broadley) és una espècie de granota de la família Pyxicephalidae que es troba a la muntanya Mulanje (Malawi). Va ser monotípica dins del gènere Nothophryne fins que es van descriure quatre espècies noves el 2018.
Està amenaçada per la pèrdua d'hàbitat causada per l'agricultura de subsistència i l'extracció de fusta. També ha d'afrontar altres amenaces com els incendis i els pins exòtics invasors.

## Distribució i hàbitat
Nothophryne broadleyi és endèmica de les muntanyes del sud-est de Malawi, on les muntanyes s'eleven abruptament des de la plana circumdant. El seu rang d'altitud està entre els 1.200 i els 3.000 metres. És abundant a la muntanya Mulanje de Malawi. Es troba en zones rocoses tant en boscos muntanyos com en pastures.

## Ecologia
Es reprodueix a les roques humides al costat dels rierols de muntanya. Els ous es posen a la molsa remullada i les granotes joves finalment es dispersen per les roques.

## Amenaces
L'àrea total d'ocupació d'aquesta espècie és inferior als 5.000 metres quiloquadrats, i se'n coneixen menys de cinc ubicacions en total. La qualitat i l'extensió de l'hàbitat adequat als boscos de la muntanya Mulanje estan disminuint a mesura que s'extreu fusta del bosc i la terra es converteix en agricultura de subsistència. Altres amenaces que pateixen les granotes són els incendis forestals i la plantació de pins. Els pins es recuperen més ràpidament després d'un incendi i van vorejant gradualment la vegetació autòctona. Es creu que les poblacions d'aquesta granota estan disminuint. Per tots aquests motius, la Unió Internacional per a la Conservació de la Natura ha valorat l'estat de conservació d'aquesta granota com a "en perill d'extinció".